# Hughesville (Pensilvania)
Hughesville es un borough ubicado en el condado de Lycoming en el estado estadounidense de Pensilvania. En el año 2000 tenía una población de 2,220 habitantes y una densidad poblacional de 1,320.7 personas por km².

## Geografía
Hughesville se encuentra ubicado en las coordenadas 41°14′25″N 76°43′29″O / 41.24028, -76.72472

## Demografía
Según la Oficina del Censo en 2000 los ingresos medios por hogar en la localidad eran de $29,361 y los ingresos medios por familia eran $37,905. Los hombres tenían unos ingresos medios de $29,750 frente a los $20,794 para las mujeres. La renta per cápita para la localidad era de $16,271. Alrededor del 6.9% de la población estaba por debajo del umbral de pobreza.